# Arco geodetico di Struve
L'arco geodetico di Struve è una catena di triangolazioni geodetiche che vanno da Hammerfest in Norvegia al Mar Nero, attraversando 10 nazioni e per una lunghezza complessiva di circa 2.820 chilometri.
Questa catena venne ideata e utilizzata dallo scienziato baltico-tedesco Friedrich Georg Wilhelm von Struve negli anni compresi fra il 1816 e il 1855 per determinare le esatte forme e dimensioni della Terra. All'epoca l'arco attraversava solamente due nazioni: la Svezia-Norvegia e l'Impero russo. Nel 2005 la catena venne inclusa nell'elenco dei Patrimoni dell'umanità dell'UNESCO.

## Segnalazione originale
Originariamente, l'arco era costituito da 258 triangoli e da 265 punti fissi principali. Questi ultimi erano stati realizzati mediante segnali di diversi tipi: buchi scavati nelle rocce, croci di ferro, "ometti" di pietre, obelischi, etc.

## Lista dei siti divisi per nazione

Mappa dell'arco: i punti rossi rappresentano i 34 siti patrimonio dell'umanità per l'UNESCO

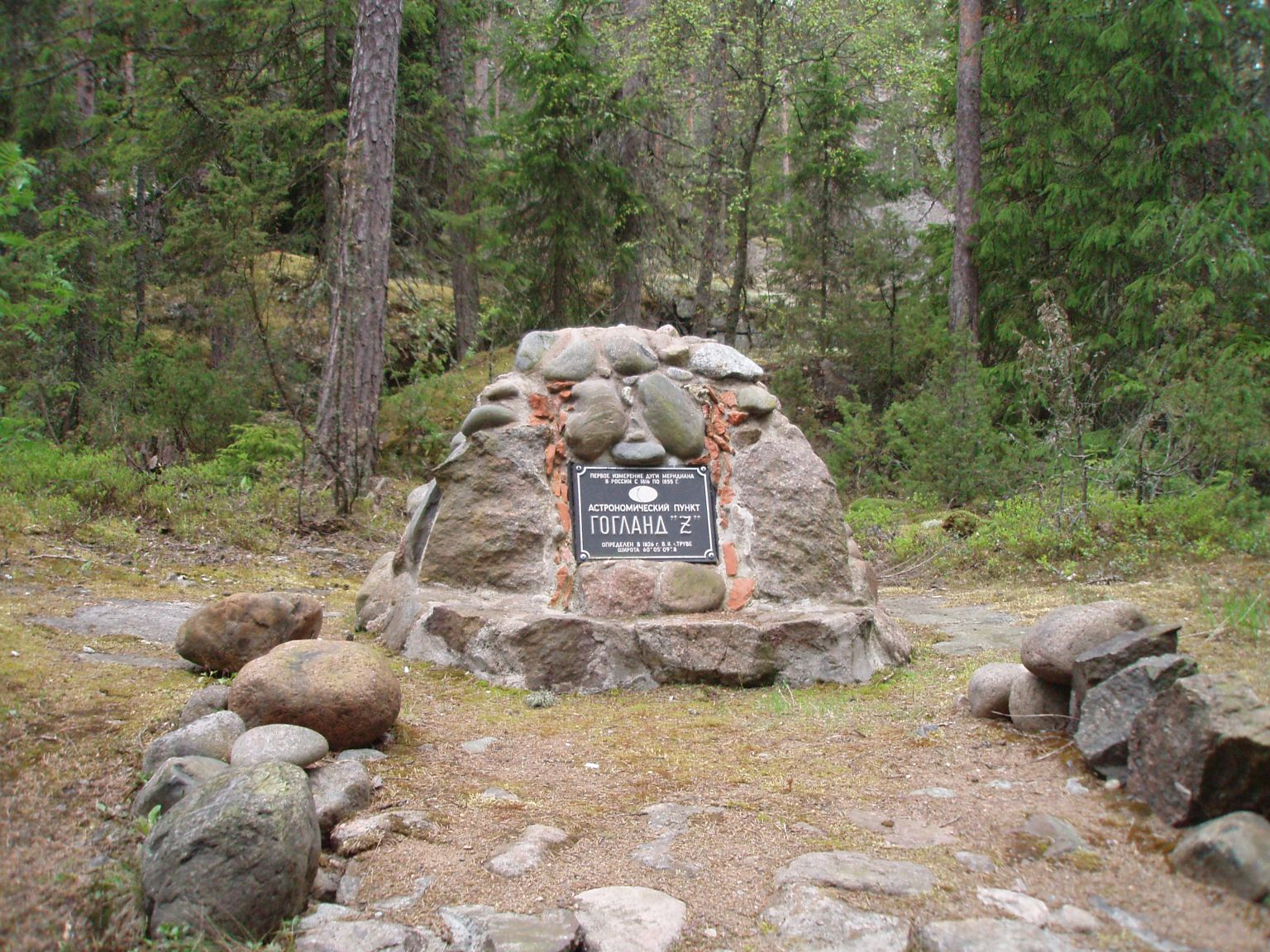
Il sito sull'isola di Hogland in Russia.

### Norvegia
- Fuglenes a Hammerfest
- Raipas a Alta
- Luvdiidčohkka a Kautokeino
- Bealljášvárri a Kautokeino

### Svezia
- "Pajtas-vaara" (monte Tynnyrilaki) a Kiruna
- "Kerrojupukka" (monte Jupukka) a Pajala
- monte Pullinki a Övertorneå
- "Perra-vaara" (Perävaara) a Haparanda

### Finlandia
- Stuor-Oivi (oggi Stuorrahanoaivi) a Enontekiö
- Avasaksa (oggi Aavasaksa) a Ylitornio
- Torneå (oggi Alatornion kirkko) a Tornio
- Puolakka (oggi Oravivuori) a Korpilahti
- Porlom II (oggi Tornikallio) a Lapinjärvi
- Svartvira (oggi Mustaviiri) a Pyhtää

### Russia
- "Mäki-päälys" (Mäkinpäällys) a Hogland
- "Hogland, Z" (Gogland, Tochka Z) a Hogland

### Estonia
- "Woibifer" (Võivere) a Avanduse
- "Katko" (Simuna) ad Avanduse
- "Dorpat" (Osservatorio di Tartu) a Tartu

### Lettonia
- "Sestu-Kalns" (Ziestu) a Sausneja
- "Jacobstadt" (Jekabpils) a Jēkabpils

### Lituania
- "Karischki" (Gireišiai) a Panemunėlis
- "Meschkanzi" (Meškonys) a Nemenčinė
- "Beresnäki" (Paliepiukai) a Nemežis

### Bielorussia
- "Tupischki" (Tupiški) nel distretto di Ašmjany
- "Lopati" (Lopaty) nel distretto di Zėl'va
- "Ossownitza" (Ossovnica) nel distretto di Ivanava
- "Tchekutsk" (Čekutsk) nel distretto di Ivanava
- "Leskowitschi" (Leskoviči) nel distretto di Ivanava

### Moldavia
- Rudi a Rudi

### Ucraina
- Katerinowka a Antonivka, oblast' di Chmel'nyc'kyj
- Felschtin a Hvardiiske, oblast' di Chmel'nyc'kyj
- Baranowka a Baranivka, oblast' di Chmel'nyc'kyj
- Staro-Nekrassowka (Stara Nekrasivka) a Nekrasivka, oblast' di Odessa

## Lista dei siti in ordine geografico (nord-sud)
La lista seguente riporta i 34 siti classificati dall'UNESCO, da nord a sud.
I nomi delle località corrispondono ai nomi attuali.
| #  | Localizzazione                   | Stato       | Coordinate            |
| -- | -------------------------------- | ----------- | --------------------- |
| 1  | Fuglenes, Hammerfest             | Norvegia    | 70°40′12″N 23°39′48″E |
| 2  | Raipas, Alta                     | Norvegia    | 69°56′19″N 23°21′37″E |
| 3  | Luvdiidčohkka, Kautokeino        | Norvegia    | 69°39′52″N 23°36′08″E |
| 4  | Baelljášvárri, Kautokeino        | Norvegia    | 69°01′43″N 23°18′19″E |
| 5  | Stuorrahanoaivi, Enontekiö       | Finlandia   | 68°40′57″N 22°44′45″E |
| 6  | Tynnyrilaki, Kiruna              | Svezia      | 68°15′18″N 22°58′59″E |
| 7  | Jupukka, Pajala                  | Svezia      | 67°16′36″N 23°14′35″E |
| 8  | Pullinki, Övertorneå             | Svezia      | 66°38′47″N 23°46′55″E |
| 9  | Aavasaksa, Ylitornio             | Finlandia   | 66°23′52″N 23°43′31″E |
| 10 | Perävaara, Haparanda             | Svezia      | 66°01′05″N 23°55′21″E |
| 11 | Chiesa di Alatornio, Tornio      | Finlandia   | 65°49′48″N 24°09′26″E |
| 12 | Oravivuori, Korpilahti           | Finlandia   | 61°55′36″N 25°32′01″E |
| 13 | Tornikallio, Lapinjärvi          | Finlandia   | 60°42′17″N 26°00′12″E |
| 14 | Mustaviiri, Pyhtää               | Finlandia   | 60°16′35″N 26°36′12″E |
| 15 | Gogland, Tochka Z, île d'Hogland | Russia      | 60°05′07″N 26°57′40″E |
| 16 | Mäkipällys, île d'Hogland        | Russia      | 60°04′27″N 26°58′11″E |
| 17 | Võivere, Väike-Maarja            | Estonia     | 59°03′28″N 26°20′16″E |
| 18 | Simuna, Väike-Maarja             | Estonia     | 59°02′54″N 26°24′51″E |
| 19 | Osservatorio di Tartu, Tartu     | Estonia     | 58°22′44″N 26°43′12″E |
| 20 | Ziestu, Sausneja                 | Lettonia    | 56°50′24″N 25°38′12″E |
| 21 | Jēkabpils                        | Lettonia    | 56°30′05″N 25°51′24″E |
| 22 | Gireišiai, Panemunėlis           | Lituania    | 55°54′09″N 25°26′12″E |
| 23 | Meškonys, Nemenčinė              | Lituania    | 54°55′51″N 25°19′00″E |
| 24 | Paliepiukai, Nemėžis             | Lituania    | 54°38′04″N 25°25′45″E |
| 25 | Tupiški, Ašmjany                 | Bielorussia | 54°17′30″N 26°02′43″E |
| 26 | Lopaty, Zėl'va                   | Bielorussia | 53°33′38″N 24°52′11″E |
| 27 | Ossovnica, Ivanava               | Bielorussia | 52°17′22″N 25°38′58″E |
| 28 | Čekutsk, Ivanava                 | Bielorussia | 52°12′28″N 25°33′23″E |
| 29 | Leskoviči, Ivanava               | Bielorussia | 52°09′39″N 25°34′17″E |
| 30 | Katerinovka, Antonivka           | Ucraina     | 49°33′57″N 26°45′22″E |
| 31 | Felštin, Hvardijs'ke             | Ucraina     | 49°19′48″N 26°40′55″E |
| 32 | Baranovka, Baranivka             | Ucraina     | 49°08′55″N 26°59′30″E |
| 33 | Rudi, Soroca                     | Moldavia    | 48°19′08″N 27°52′36″E |
| 34 | Stara Nekrasivka, Nekrasivka     | Ucraina     | 45°19′54″N 28°55′41″E |

## Galleria d'immagini

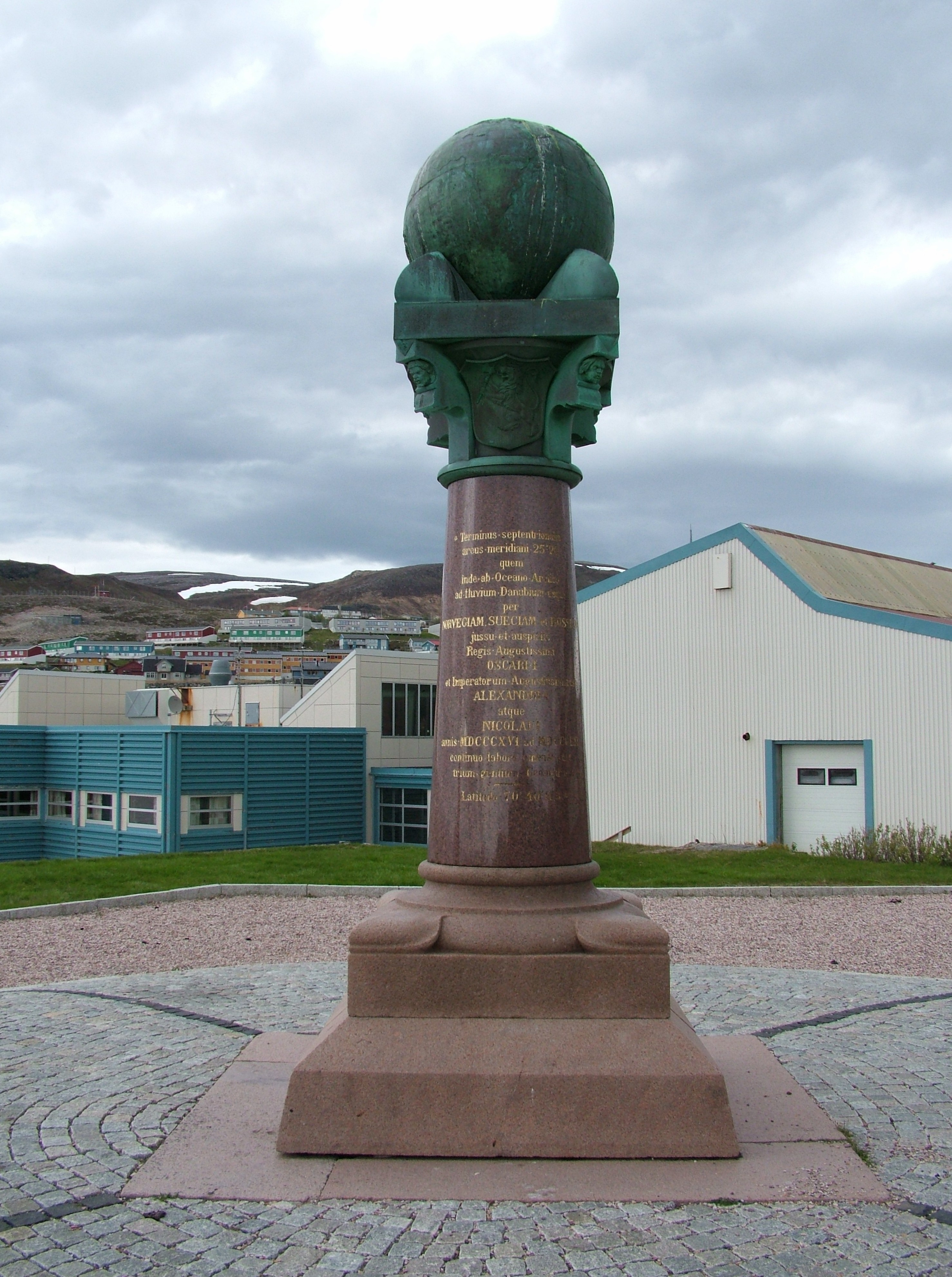
1: sito di Fuglenes a Hammerfest, in Norvegia (è il punto più settentrionale dell'arco)
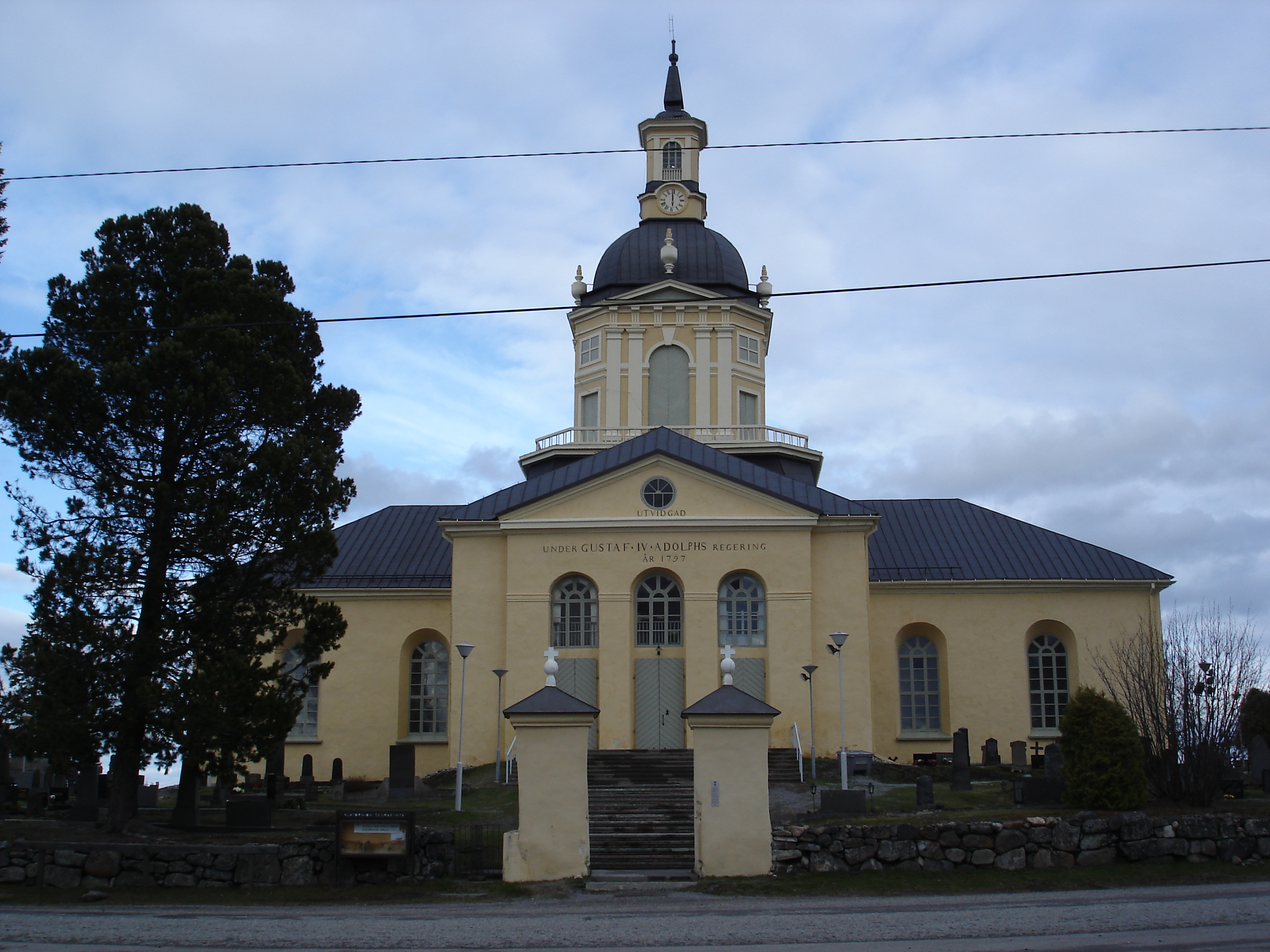
11: Chiesa d'Alatornio s Tornio, in Finlandia.
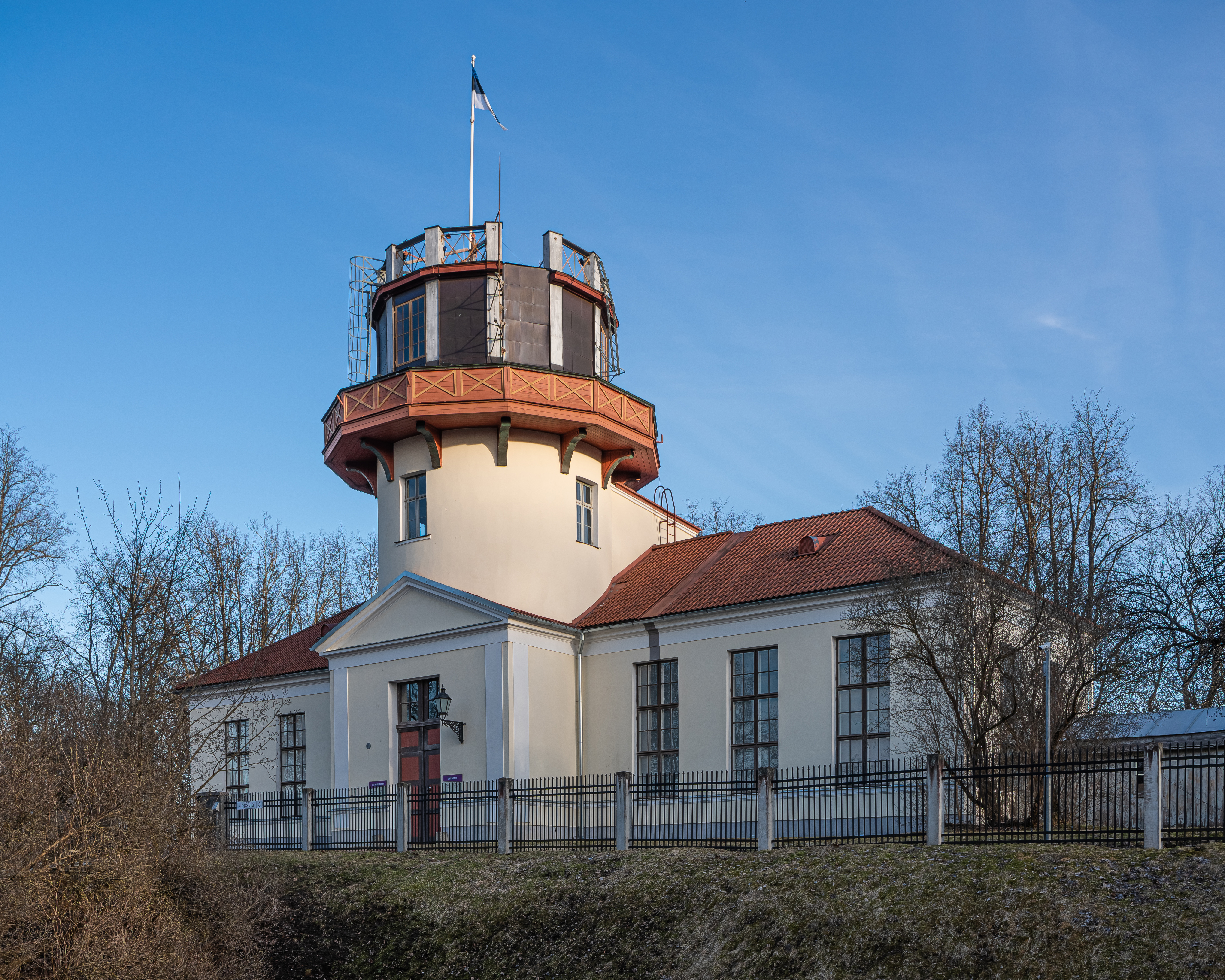
19: Osservatorio di Tartu, Estonia.
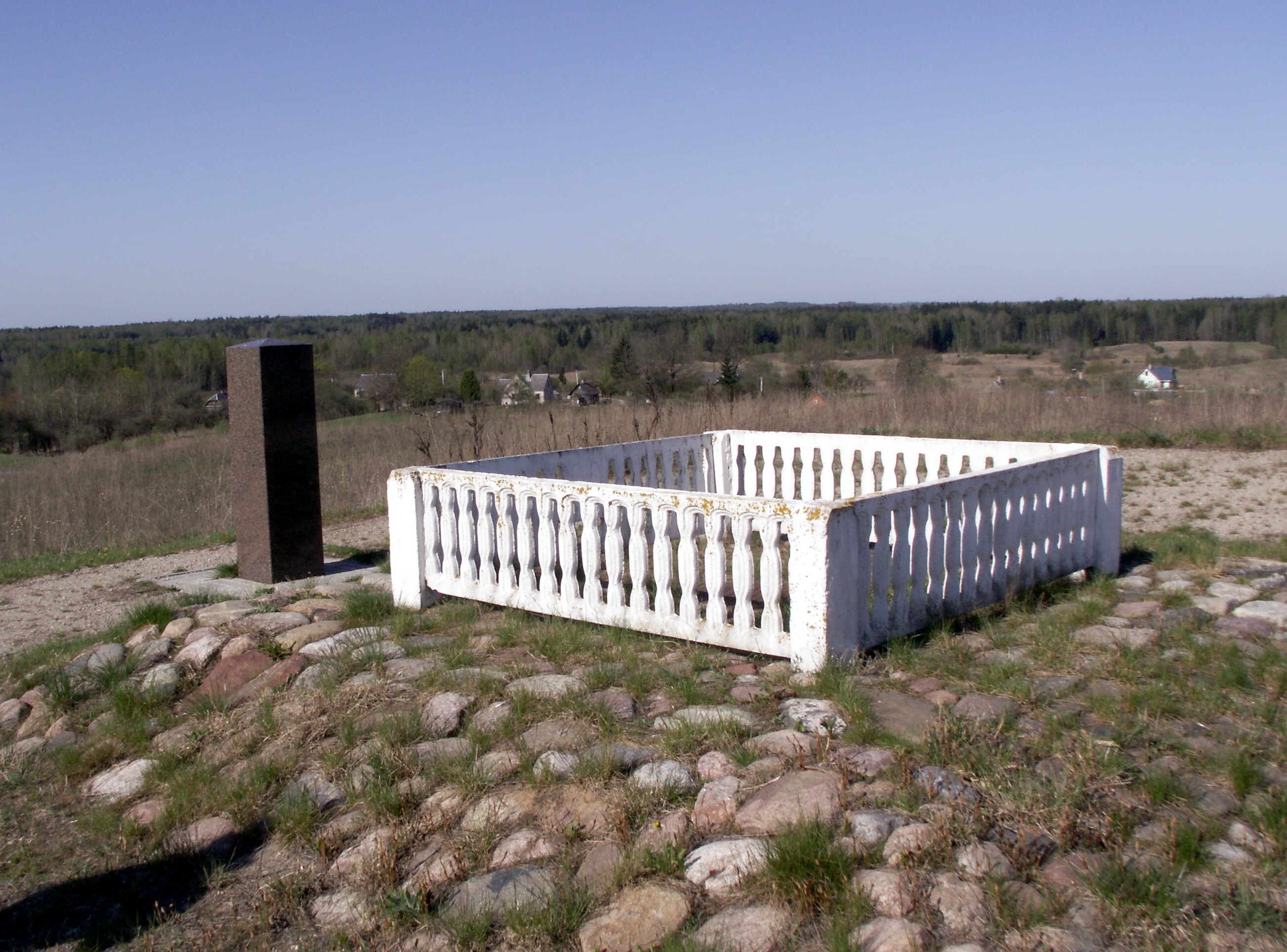
23: sito di Meškonys, Nemenčinė, in Lituania.
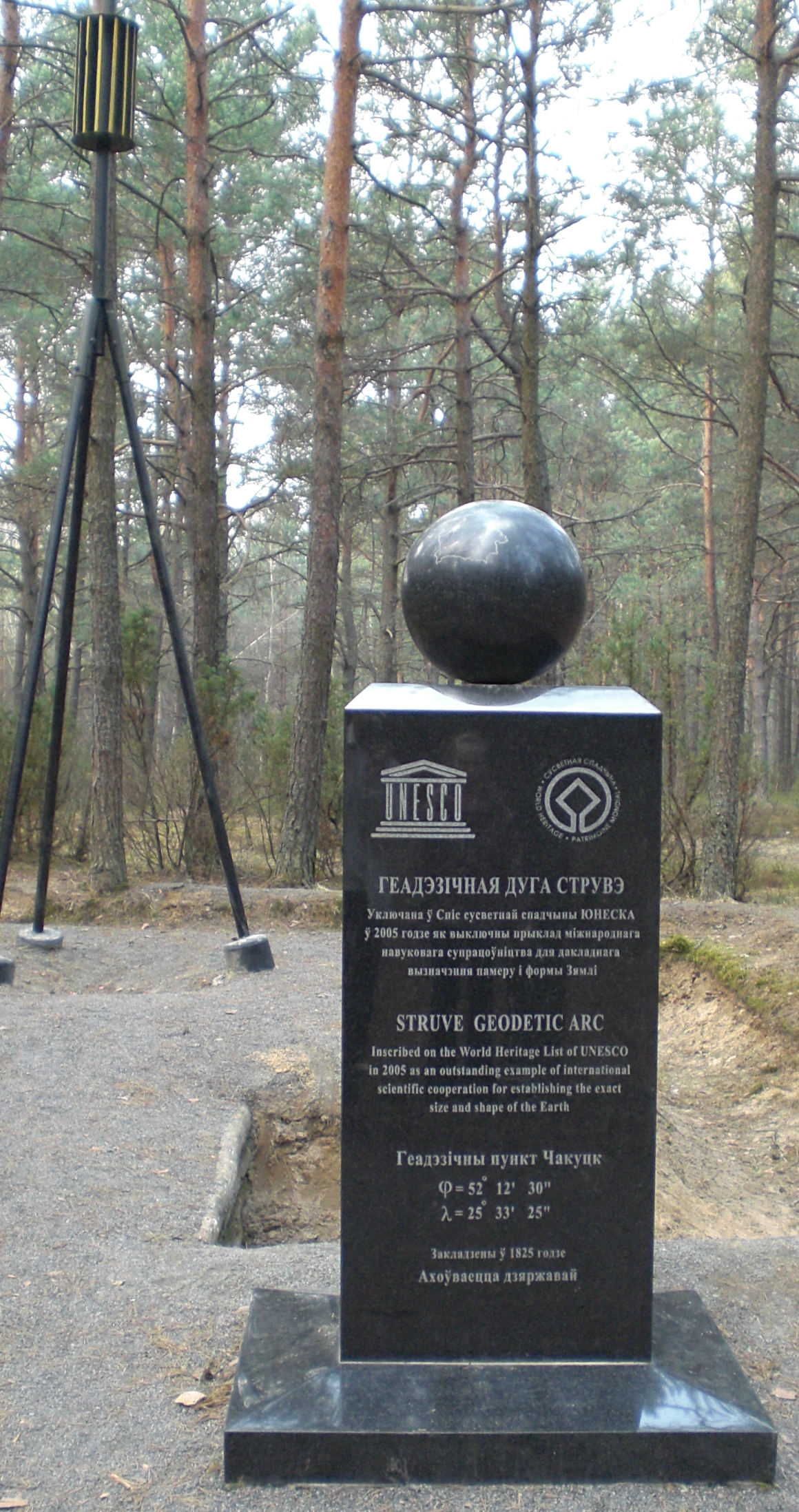
28: Sito diTchekoutsk, Ivanava, in Biélorussia.
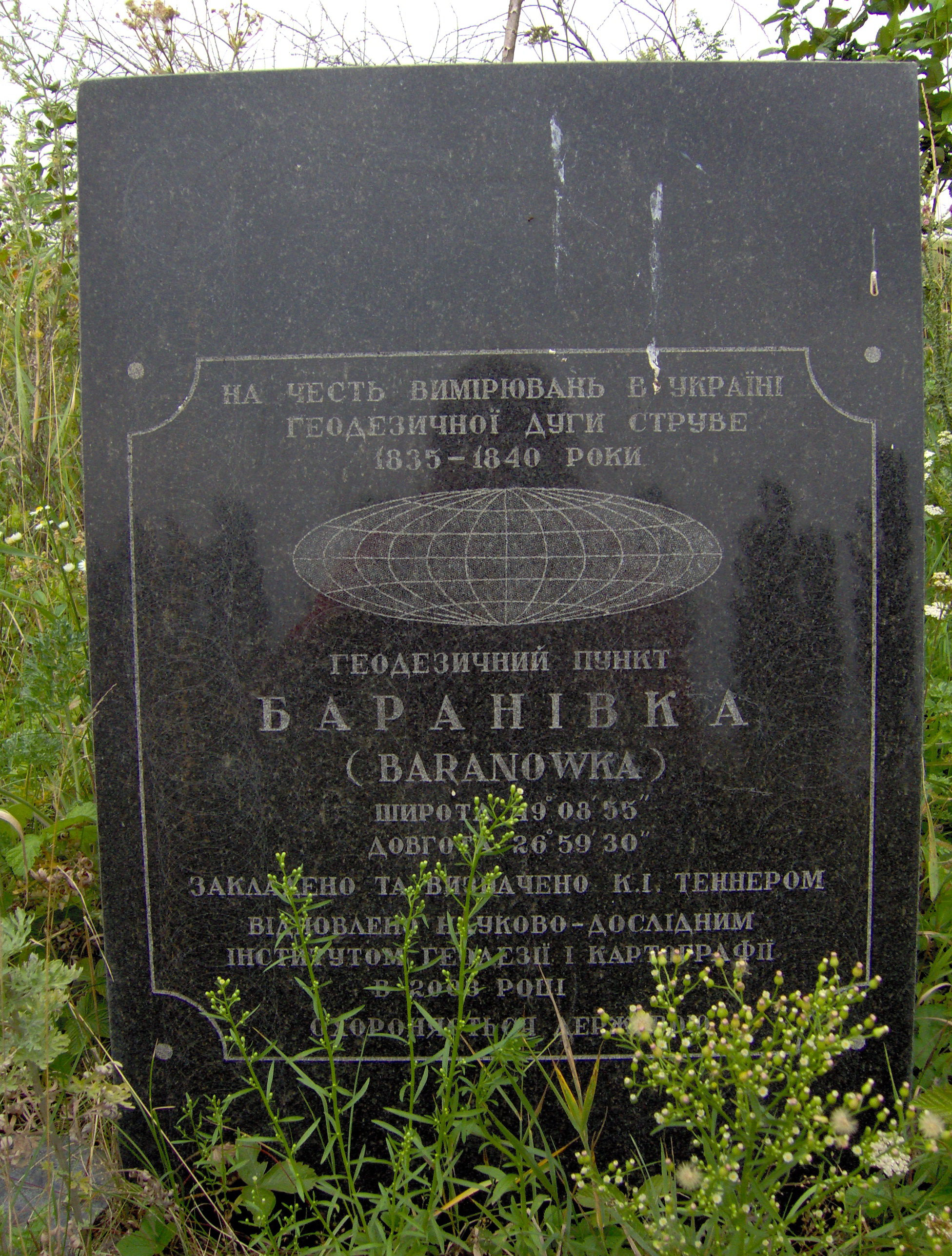
32: Lapide commemorativa a Baranivka, in Ucraina.